# Paulo Paraty
Joaquim Paulo Gomes Ferreira Paraty da Silva, conhecido profissionalmente como Paulo Paraty (Porto, 17 de dezembro de 1962 — Porto, 4 de maio de 2016), foi um árbitro de futebol e engenheiro eletrotécnico português. Debutou na Primeira Liga a 23 de agosto de 2003.
Morreu a 4 de maio de 2016, devido a uma doença oncológica.